# خع مرر نبتي الثانية
خعمررنبتي الثانية ، هي ملكة مصرية قديمة من الأسرة الرابعة ، كانت ابنة الملك خعفرع و الملكة خعمررنبتي الأولى . و تزوجت شقيقها منكاورع وكانت أماً للأمير خو إن رع.

## عائلتها
ذكر في مقبرة الملكة خعمررنبتي الثانية اسم ابنة الملكة خعمررنبتي الأولى ، و يعتقد أن خعمررنبتي الأولى هي أم الملك منكاورع على أساس جزء من نقش بقي على سكين صوان وجدت في معبد الملك الجنائزي ، و من ثم تكون زوجة الملك خعفرع. وهذا يعني ضمناً أن خعمررنبتي الثانية كانت ابنة الملك خعفرع و الملكة خعمررنبتي الأولى.
و الملكة خعمررنبتي الثانية هي والدة ابن الملك خو إن رع ، الذي يعتقد أنه ابن منكاورع. وهذا يشير إلى أن خعمررنبتي الثانية تزوجت شقيقها منكاورع.

## مقبرتها
جاء ذكر الملكة خعمررنبتي الثانية في تمثال وجد في مقبرة غالارزا (سميت باسم مكتشفها) في الجيزة و كذلك في نصوص نفس القبر. و تقع هذا المقبرة في الحقل المركزي الذي هو جزء من جبانة الجيزة. و قد يكون قد تم بناء القبر أصلا لخعمررنبتي الأولى ، و لكن تم الانتهاء منه لدفن ابنتها خعمررنبتي الثانية. و يوجد به النقش التالي الذي يذكر الملكتين خعمررنبتي الأولى و الثانية و علاقتهما ببعضهما:
"أم ملك الوجه القبلي و البحري، ابنة [ملك الوجه القبلي و البحري، وابنة الإله]، و من ترى حور و ست ، عظيمة صولجان حتس ، عظيمة الثناء ، كاهنة چحوتي ، كاهنة تاسيبيف، زوجة الملك و من يحبها كثيرا، ابنة الملك من جسده، السيدة المبجلة، المكرمة أمام الإله العظيم ، خعمررنبتي (الأولى).
و ابنتها الكبرى، التي ترى حورس و ست، عظيمة صولجان حتس ، عظيمة الثناء ، كاهنة چحوتي ، كاهنة تاسيبيف، من تجلس مع حور ، قرينة المحبوب من السيدتين ، أكثر زوجات الملك محبة لديه ، ابنة الملك من جسده، السيدة المبجلة ، المكرمة أمام والدها ، خعمررنبتي (الثانية). (كالندر و جانوسي)"
و من الممكن أنها دفنت في واحد من الهرمين G3-a أو G3-b (الأهرامات المصاحبة لهرم منكاورع) بدلا من ذلك.